# Художник и вор
«Художник и вор» — норвежский документальный фильм 2020 года, снятый Бенджамином Ри. Он рассказывает о Барборе Кисилковой, чешской художнице из Праги, которая подружилась с Карлом Бертилом-Нордландом, человеком, который украл её работы.
Мировая премьера фильма состоялась 23 января 2020 года на кинофестивале Санденс, где фильм получил специальную премию жюри документального кино World Cinema за творческое повествование. Он был выпущен в США 22 мая 2020 года компанией Neon.

## Сюжет
Фильм рассказывает о художнице Барборе Кисилковой, которая подружилась с Карлом Бертилом-Нордландом, человеком, который украл её работы. Однако это странное и непонятное окружающим знакомство перевернёт жизни обоих. Барбора увидит новые грани своей живописи, а Карл поймёт, что жизнь это далеко не только наркотики и уголовные преступления.

## В ролях
- Барбора Кисилкова
- Карл Бертил-Нордланд
- Ёйстейн Стене

## Критика и отзывы
Картина «Художник и вор» получила положительные отзывы кинокритиков. Он имеет рейтинг одобрения 97 % на сайте агрегатора обзоров Rotten Tomatoes, основанный на 99 обзорах, со средневзвешенным значением 8,1 / 10. Критический консенсус сайта гласит: «Художник и вор» использует маловероятную связь между преступником и его жертвой в качестве холста для убедительного портрета сострадания и прощения". Эдриан Хортон для The Guardian написала, что это «замечательный документальный фильм, который больше похож на запутанный повествовательный фильм, чем на реальный портрет». На Metacritic фильм имеет рейтинг 78 из 100, основанный на 27 критиках, что указывает на» в целом положительные отзывы.